# Parker (Texas)
Parker ist eine Stadt im Collin County im US-Bundesstaat Texas in den Vereinigten Staaten. Das U.S. Census Bureau hat bei der Volkszählung 2020 eine Einwohnerzahl von 5462 ermittelt.

## Geografie
Die Stadt liegt im Nordosten von Texas an der Farm Road 2514, nahe dem Maxwell Creek, ist im Norden etwa 70 Kilometer von Oklahoma entfernt und  hat eine Gesamtfläche von 13,4 km².

## Demografische Daten
Nach der Volkszählung im Jahr 2010 lebten hier 3.811 Menschen in 485 Haushalten und 430 Familien. Die Bevölkerungsdichte betrug 186 Einwohner pro km². Seit der letzten Volkszählung im Jahr 2000 hat sich die Einwohnerzahl des Ortes mehr als verdoppelt. Ethnisch betrachtet setzte sich die Bevölkerung zusammen aus 90,07 % weißer Bevölkerung, 2,10 % Afroamerikanern, 0,94 % amerikanischen Ureinwohnern, 1,38 % Asiaten, 0,07 % Bewohnern aus dem pazifischen Inselraum und 3,05 % aus anderen ethnischen Gruppen. Etwa 2,39 % waren gemischter Abstammung und 7,32 % der Bevölkerung waren spanischer oder lateinamerikanischer Abstammung.
Von den 485 Haushalten hatten 33,8 % Kinder unter 18 Jahre, die im Haushalt lebten. 83,5 % davon waren verheiratete, zusammenlebende Paare. 3,1 % waren allein erziehende Mütter und 11,3 % waren keine Familien. 8,2 % aller Haushalte waren Singlehaushalte und in 2,7 % lebten Menschen, die 65 Jahre oder älter waren. Die Durchschnittshaushaltsgröße betrug 2,84 und die durchschnittliche Größe einer Familie belief sich auf 2,99 Personen.
24,6 % der Bevölkerung waren unter 18 Jahre alt, 5,4 % von 18 bis 24, 28,2 % von 25 bis 44, 33,6 % von 45 bis 64, und 8,2 % die 65 Jahre oder älter waren. Das Durchschnittsalter war 41 Jahre. Auf 100 weibliche Personen aller Altersgruppen kamen 104,3 männliche Personen. Auf 100 Frauen im Alter von 18 Jahren und darüber kamen 100,4 Männer.
Das jährliche Durchschnittseinkommen eines Haushalts betrug 101.786 USD, das Durchschnittseinkommen einer Familie 108.560 USD. Männer hatten ein Durchschnittseinkommen von 72.344 USD gegenüber den Frauen mit 41.500 USD. Das Prokopfeinkommen betrug 54.099 USD. 2,6 % der Bevölkerung und 1,4 % der Familien lebten unterhalb der Armutsgrenze. Davon waren 1,4 % Kinder und Jugendliche unter 18 Jahren und 1,3 % waren 65 oder älter.

## Sehenswürdigkeiten
Zu Parker gehört die weltbekannte Southfork Ranch, die in der Fernsehserie Dallas als Stammsitz der porträtierten Familie Ewing diente.